# Nathan Adam von Arnstein

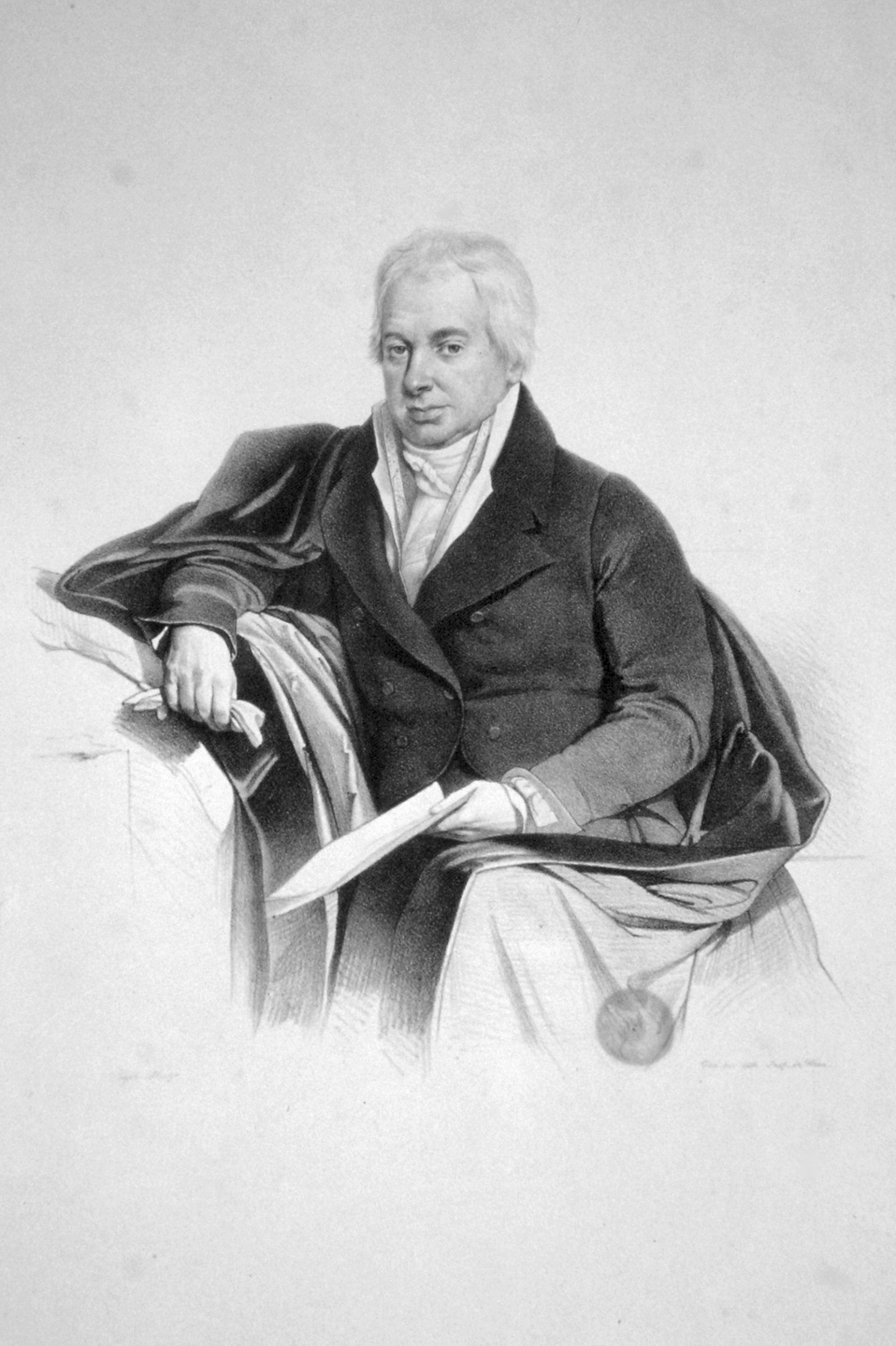
Nathan Adam von Arnstein (1835)

Nathan Adam Freiherr von Arnstein (geb. 30. März 1748 in Wien; gest. 6. September 1838 ebenda) war ein österreichischer Bankier. Ferner war er Generalkonsul für Schweden und Norwegen in Wien und Träger des Wasa-Ordens.

## Leben
1774 gründete er gemeinsam mit Bernhard von Eskeles und Salomon von Herz das Bankhaus Arnstein & Eskeles, das 30 Jahre hindurch das Finanzwesen Österreichs entscheidend beeinflusste.
Arnstein galt als großer Förderer von Kunst und Literatur. 1795 wurde er für seine Verdienste geadelt und am 14. April 1798 in den Freiherrenstand erhoben. Er war Besitzer der Herrschaften Königstetten in Niederösterreich, Czernahora in Mähren und Böös in Ungarn.
Seine Gattin Fanny (geb. Itzig) war eine bekannte Schönheit, deren Salon in der Bräunerstraße 9 ein bedeutender geistiger und gesellschaftlicher Mittelpunkt Wiens während des Wiener Kongresses war.
Das Paar hatte eine Tochter: Henriette von Arnstein (* 29. November 1780; † 13. Mai 1859) heiratete am 19. September 1802 Heinrich Pereira (* 22. Juli 1773; † 23. September 1835). Er wurde von seinem Schwiegervater adoptiert und erhielt am 6. Mai 1810 das Recht, mit seinem Namen den seines Schwiegervaters Arnstein zu vereinigen. Außerdem erhielt er vom Kaiser am 16. Februar 1812 in Anerkennung seiner Verdienste in den österreichischen Freiherrenstand. Damit entstand die freiherrliche Linie Arnstein-Pereira.
Im Jahr 1864 wurde in Wien Rudolfsheim-Fünfhaus (15. Bezirk) die Arnsteingasse nach ihm benannt. Es gab dort auch einen Arnstein-Park, der aber schon 1863 dem Städtebau zum Opfer fiel.